# Magisterexamen
För andra betydelser, se Magister.
Magisterexamen är en svensk akademisk examen på avancerad nivå som uppnås efter tidigare kandidatexamen eller yrkesexamen om 180 högskolepoäng (tre års heltidsstudier), följt av studier om 60 högskolepoäng (ett års heltidsstudier) med inriktning som varje högskola själv bestämmer. Minst 30 högskolepoäng skall vara fördjupning inom huvudområdet för utbildningen och av dessa skall minst 15 högskolepoäng utgöras av ett självständigt arbete - examensarbete. Magisterexamen är en så kallad generell examen, vilket innebär att den inte är yrkesbestämd, utan kan avläggas med de inriktningar som ett lärosäte bestämmer. 
Magisterexamen i det finländska högskolesystemet, är en högre högskoleexamen som omfattar 120 studiepoäng och avläggs i ca två år. I Finland motsvarar en magisterexamen alltså en masterexamen i Sverige. 
Konstnärliga magisterexamen infördes 2007. Denna examen motsvarar till stora delar den generella magisterexamen, men med examenskrav som är avpassade för ett konstnärligt huvudområde.
Magisterexamen motsvarar dansk (och tidigare norsk) candidatus/candidata magisterii (cand.mag.), som numera är en grad på avancerad nivå som uppnås efter 5 års studier; denna dansk-norska grad skall inte förväxlas med magisterkonferens i Danmark och Norge.

## Examensbenämningar
Till examensbenämningen kan läggas ett för- och/eller efterled som anger examens inriktning. Vilka för- och efterled som skall användas bestäms av respektive universitet eller högskola. Sveriges universitets- och högskoleförbund - SUHF har lämnat rekommendationer om för- och efterled. SUHF rekommenderar att följande förled används: 
| Förled            | Engelsk översättning                   |
| ----------------- | -------------------------------------- |
| Agronomie         | of Agricultural Science                |
| Ekonomie          | of Science in Business and Economics   |
| Farmacie          | of Pharmaceutical Science              |
| Filosofie         | of Arts; of Social Science; of Science |
| Juris             | of Legal Science                       |
| Medicine          | of Medical Science                     |
| Naturvetenskaplig | of Science                             |
| Odontologie       | of Dental Science                      |
| Politices         | of Political Sciences                  |
| Skoglig           | of Science in Forestry                 |
| Teknologie        | of Science                             |
| Teologie          | of Theology                            |
| Veterinärmedicine | of Veterinary Medicine                 |

Som efterled rekommenderar SUHF uttrycken:
| Efterled               | Engelsk översättning       |
| ---------------------- | -------------------------- |
| med huvudområdet ...   | with a major in ...        |
| med inriktning mot ... | with specialization in ... |
| med ... inriktning     |                            |

Magisterexamen översätts med Degree of Master (One Year). Förled placeras före (One Year), medan efterled placeras efter (One Year). Exempelvis översätts Filosofie magisterexamen med huvudområdet Ekonomisk historia med Degree of Master of Science (One Year) in Economic History.
Konstnärlig magisterexamen översätts med Degree of Master of Arts (One Year) in ...

### Teknologie magisterexamen
Förledet teknologie används för examen med huvudområde inom det tekniska utbildningsområdet, vanligen utbildningar som enligt tidigare regelverk låg under teknisk fakultet. En teknologie magisterexamen har vanligen ett tekniskt ämne som huvudområde och matematik som biämne. Den översätts vanligen Master of Science, MSc, one year. 
Se även teknologie masterexamen (Master of Science, MSc, two years). Den har stora likheter med en civilingenjörsexamen, som också den kräver fem års studier, men är en yrkesexamen.
Teknologie magisterexamen var tidigare en lärarexamen efter utbildning vid teknisk högskola i syfte att bli lärare vid tekniskt gymnasium, till exempel fyraårig teknisk linje. Denna lärarexamen infördes på 1960-talet men avskaffades 1977.

## Magisterexamen enligt Bolognaprocessen
Enligt högskolereformen 2007 ersattes den gamla magisterexamen den 1 juli 2007 av en förändrad generell magisterexamen, som ett led i Sveriges anpassning till Bolognaprocessen. Denna nya magisterexamen kräver att man tidigare har tagit ut en kandidatexamen eller annan treårig examen på grundnivå, och utgör således en ettårig påbyggnadsutbildning. Studenten måste således först slutföra ett självständigt arbete, 15 högskolepoäng, och ta ut en treårig examen på grundnivå, innan studier till magisterexamen kan påbörjas, vilket inte alltid har krävts för äldre magisterexamina. Minst 15 högskolepoäng examensarbete på avancerad nivå (tidigare D- eller E-nivå), måste fullföljas för magisterexamen. 
En närbesläktad ny svensk generell examen, masterexamen, inrättas samtidigt som tvåårig påbyggnad efter kandidatexamen eller annan treårig examen på grundnivå. Denna översätts till "Degree of Master (Two Years) with major in...".

## Magisterexamina enligt systemet mellan 1993 och 2007
För studenter som är antagna till ett magisterutbildningprogram som påbörjades före juli 2007 finns fortfarande möjlighet att ta ut en magisterexamen enligt det tidigare systemet. En "gammal" teknologie magisterexamen eller filosofie magisterexamen kräver att 80 poäng (i det gamla studiepoängsystemet) är en fördjupning inom huvudämnet, varav 20 poäng ska bestå av ett självständigt arbete. Detta ett självständigt arbete kunde vara uppdelat i 10 poäng på C-nivå, samt 10 poäng på D-nivå, alternativt göras som ett självständigt arbete om 20-poäng på D-nivå. Det kan dessutom krävas studier inom ett biämne av viss omfattning enligt beslut av varje lärosäte. För teknologie magisterexamen är biämnet vanligen matematik. 
Sedan år 2002 finns, vid sidan av ovanstående magisterexamina med ämnesdjup, även en s.k. magisterexamen med ämnesbredd. Den senare avses vara en påbyggnad på en grundexamen (till exempel en högskoleingenjörs- eller kandidatexamen) inom ett annat ämnesområde.
Studenter som tidigare har antagits till utbildningsprogram som ger en gammal magisterexamen, men inte har avslutat utbildningen före den 1 juli 2007, kommer ändå att kunna ta ut sin gamla examen inom överskådlig tid.